# Yassine Remch
Yassine Remch (arab. ياسين الرمش, ur. 3 marca 1984 w Casablance) – marokański piłkarz, grający na pozycji bocznego obrońcy. W sezonie 2021/2022 zawodnik US Témara. 

## Kariera klubowa

### Raja Casablanca i wypożyczenie (–2010)
Zaczynał w Rai Casablanca, z którą w sezonie 2008/2009 zdobył mistrzostwo kraju.
1 stycznia 2010 roku został wypożyczony do Kawkabu Marrakesz.

### Chabab Rif Al Hoceima (2010–2011)
1 sierpnia 2010 roku trafił do Chababu Rif Al Hoceima.

### FAR Rabat (2011–2012)
1 lipca 2011 roku trafił do FARu Rabat za 137 tys. euro. W stołecznym zespole zadebiutował 25 sierpnia w meczu przeciwko Chababowi Rif Al Hoceima, zremisowanym 0:0. Zagrał 61 minut. Łącznie w Rabacie zagrał 10 spotkań w ekstraklasie.

### Wydad Fez (2012–2015)
1 września 2012 roku trafił do Wydadu Fez. W tym zespole zadebiutował 23 dni później w meczu przeciwko KACowi Kénitra, zremisowanym 1:1. Wszedł z ławki w 82. minucie. Pierwsze asysty zaliczył 21 września 2013 roku w meczu przeciwko Maghrebowi Fez, przegranym 3:4. Asystował przy golach w 75. I 90. minucie. Łącznie w Wydadzie zagrał 42 mecze i zaliczył dwie asysty.

### Dalsza kariera (2015–)
1 lipca 2015 roku trafił za darmo do US Témara.
20 stycznia 2016 roku wrócił do Chababu Rif Al Hoceima. Ponownie zadebiutował tam 4 marca w meczu przeciwko Kawkabowi Marrakesz, przegranym 2:0, grając cały mecz. Łącznie zagrał 5 spotkań.
1 lipca 2016 roku wrócił do US Témara.
1 września 2018 roku dołączył do Chabab Mohammédia.
1 września 2020 roku zakończył karierę.